# Grotte de Nermont
La grotte de Nermont est une grotte faisant partie de l'ensemble dit « grottes de Saint-Moré » situé sur la commune de Saint-Moré, dans le département de l'Yonne, en Bourgogne, en France.
Généralement considérée comme la plus importante et la plus belle de cet ensemble de grottes, elle est exceptionnellement riche en matériel du Bronze final pour lequel elle est un site de référence depuis les années 1930.

## Situation et alentours
Comme les autres grottes du site de Saint-Moré, la grotte de Nermont est dans la vallée de la rivière Cure à environ 180 km au sud-est de Paris à vol d'oiseau, dans le sud du département de l'Yonne entre Auxerre et Avallon, à 1,3 km au nord-nord-est de Saint-Moré (2 km par la route) et à moins de 10 km au nord du parc naturel régional du Morvan.
Deux tunnels percent la Côte de Chair ou Char : celui du chemin de fer et, 100 m plus à l'est, le tunnel de l'ancienne RN6 devenue la D606. La grotte de Nermont se trouve à l'ouest du tunnel de la D606. La rivière à cet endroit est à 125 m d'altitude.
Un sentier passe au pied de la falaise portant les grottes. Le long de ce chemin on rencontre l'« aiguillette de Saint Moré », portion en bout de falaise séparée du massif.
La Côte de Chair est surmontée des vestiges d'un camp antique du nom éponyme de « camp de la Côte de Chair » (ne pas confondre avec le camp antique de Cora au sud de Saint-Moré). Ces vestiges incluent une enceinte semi-circulaire de murs de 400 m de long, avec 2 m de hauteur de mur ou 3 m de largeur d'éboulis. Une autre enceinte de 200 m en quart de cercle commence à l'extrémité haute de la première et s'en écarte. Des poteries y ont été trouvées.
D'amont en aval de la Cure, le site des grottes de Saint-Moré précède immédiatement celui des grottes d'Arcy-sur-Cure, mondialement connu dans le milieu de l'archéologie préhistorique.

## Description
La grotte de Nermont s'ouvre dans la falaise de la Côte de Char (dite parfois « Côte de Chair », « Côte-de-Chair » ou « Côte de Chaux »), en rive droite à l'entrée du dernier grand méandre de la rivière sortant du massif du Morvan,. Parmi les 15 grottes principales du site, elle est la 7e depuis l'amont et la 4e (vers l'aval) à partir du tunnel de la D606 (sans compter la grotte du Tunnel).
Elle est l'une des plus élevées du site en altitude, dominant le fond de vallée de quelque 50 m de hauteur et donc avoisinant les 175 m d'altitude. 

Elle n'est pas tout à fait au sommet du coteau, mais adossée au pied d'un talus abrupt de 20 m de hauteur. Ses porches jouissent d'un large horizon sur la vallée de la Cure, portant jusqu'aux premières pentes du Morvan.
Elle a six entrées, dont quatre s'ouvrent sur une grande salle. De petites galeries ascendantes partent de cette salle, qui présente deux cheminées dont l'une débouche sur le plateau,. La hauteur sous plafond de la salle est de 7 m au-dessus du remplissage (12 m au-dessus du plancher rocheux).
Son développement (longueur totale, toutes galeries incluses) est de 135 m pour un dénivelé de −20 m.

## Géologie, hydrologie
De même que pour les grottes d'Arcy-sur-Cure, celles de Saint-Moré sont creusées dans des calcaires du Jurassique moyen et supérieur avec un pendage nord-ouest (incliné vers le centre du Bassin parisien). Le calcaire oolithique et marne (calcaire argileux) du Bathonien apparaît brièvement en bas de la falaise jusqu'au pied du tunnel de Saint-Moré, puis s'enfonce en remontant vers le nord-ouest. Au-dessus se trouve le « calcaire marneux » de l'Argovien (Oxfordien inférieur), surmonté par la marne du Rauracien (Oxfordien moyen).
L'« aiguillette de Saint Moré », selon l'abbé Parat, est la pointe d'un récif madréporien.
Selon David et al. (2005), les cavités dans le côté sud du massif calcaire ont été creusées jusqu'à devenir des pertes que la rivière a empruntées pour resurgir sur le côté nord du même massif.

## Historique des fouilles et découvertes
L'exploration de la grotte commence avec Baudoin et Quantin en 1852. L'abbé Parat la fouille en 1897, mais les remplissages ont été très largement bouleversés par les précédents. Elle est de nouveau étudiée vers le début des années 1940 par Henri Carré, qui va subséquemment travailler au site d'Arcy avec André Leroi-Gourhan.
Les poteries livrées par le site se trouvent pour certaines à l'école Saint-Jacques à Joigny et pour les autres au musée d'Avallon. Un très petit lot de sept outils recueillis à La Marmotte, provenant de la collection Daniel, est conservé au musée des Antiquités Nationales (château de Saint-Germain-en-Laye) qui abrite aussi, venant de Saint-Moré, un très rare os d'oiseau avec décor végétal. Le musée d'Auxerre possède aussi des objets tirés de la grotte de Nermont.
Gérard Bailloud, collaborateur d'André Leroi-Gourhan à Arcy, étudie la grotte de Nermont et les séries d'objets réunies à l'école Saint-Jacques de Joigny.

## Occupation humaine

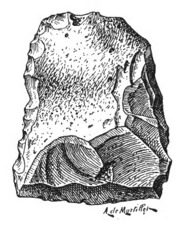
Paléolithique - Tranchet en silex, grotte de Nermont

Il est probable qu'au Paléolithique les seules entrées passaient par les cheminées ; et que les porches et entrées actuelles se soient ouverts à l'époque du Néolithique, qui voit les premières occupations de cette grotte. Plus récemment au XIXe s., des chercheurs d'ocre ont pratiqué une ouverture sur le côté du rocher.

### Âge du bronze
La grotte de Nermont a été occupée durant tout l'âge du bronze. Elle est un site de référence pour le Bronze final depuis les années 1930.
La couche 3 et le deuxième foyer datent du début de l'âge du bronze, la couche 2 et le premier foyer du Bronze moyen et la couche 4 et le troisième foyer du Bronze final,.
Une poterie du site porte un décor du Bronze final fait de panneaux triangulaires jointifs en fines cannelures obliques, superposés à des cannelures verticales se terminant à la carène. En 1963 seulement trois autres lieux avaient livré des poteries portant un décor semblable : à Fontaine (Isère) sur une petite urne bicônique à fond ovoïde, au Martroi de Férolles à Jargeau (Loiret) et à Martinsberg près de Kreuznach-sur-Nahe (Rhénanie)
C. Jeunesse place Saint-Moré dans le groupe culturel néolithique Augy-Sainte-Pallaye, qu'il situe chronologiquement comme contemporain du VSG et donc probablement aussi du RRBP (rubanné rhénan du bassin parisien). Bailloud attribue un tesson de la grotte de Nermont à la culture de Roessen,.

### Antiquité
L'abbé Parat, restant assez flou sur la période d'origine, signale comme venant de la grotte de Nermont, les débris d'un bracelet « à oves », qu'il donne comme datant de l'« époque gauloise ».
En 1852, Baudoin et Quantin trouvent quantité de poteries romaines et de monnaies du Bas-Empire jonchant le sol. Les IVe et Ve siècles (Antiquité tardive) ont vu des occupations ponctuelles mais P. Nouvel ne les considère pas comme « des occupations pérennes à part entière ».

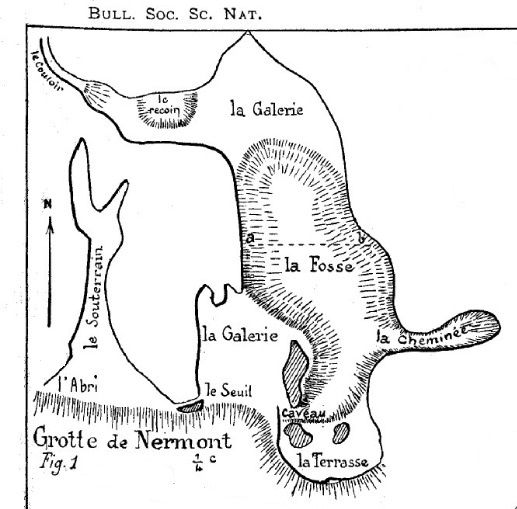
Grotte de Nermont, plan général

## Stratigraphie
Les premiers matériaux qui s'y sont déposés ont formé une couche inférieure faite d'argile et de sables d'alluvions. Ceette couche a ensuite été recouverte de blocs de roche, pierrailles et « arène calcaire », ces matériaux issus du plateau ayant rejoint la cavité en empruntant les cheminées. La fosse au centre de la grande salle était ainsi comblée et recouverte par 5 m d'épaisseur de ce remplissage.

Grotte de Nermont — croquis par l'abbé Parat (1909)
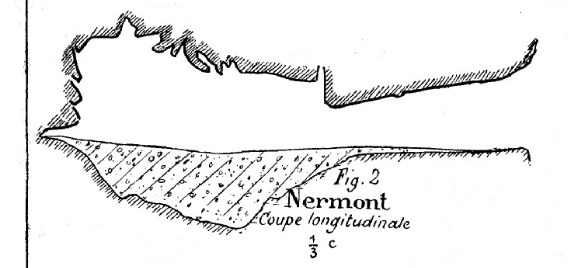
Fosse de la Grande salle, coupe longitudinale
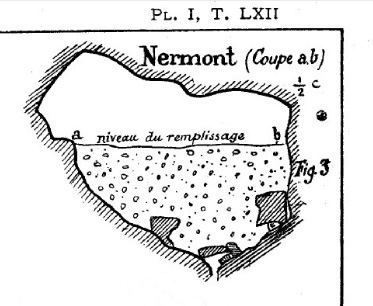
Fosse de la Grande salle, coupe transversale

## Matériel collecté
La grotte de Nermont a livré une grande quantité de matériel divers, dont 4 000 éclats de silex, 15 nucléi, 100 lames, 10 percuteurs, 4 retouchoirs, 5 tranchets, 4 scies, 5 burins, 80 grattoirs, 10 perçoirs, 50 pointes de flèches, 30 haches en silex, 15 fragments de bracelet, 100 poinçons, 6 lissoirs, 2 poignards, 20 perles, 15 dents percées, 12 os percés, 30 fusaïbles, 15 vases entiers, 15 cuillers, 2 fragments de pendeloque, etc…

### Poteries
L'abondance des poteries, intactes ou en tessons, est remarquable. D'après Sandars (en), la grotte de Nermont est la plus riche de l'Yonne en poterie du Hallstatt BI (début du troisième développement de la Culture des champs d'urnes, Bronze final)
La couche 4 a livré des vases en poteries munis d'oreillettes percées ; sur 20 oreillettes de vases, 19 sont percées verticalement et une l'est horizontalement. Selon Parat, les oreillettes percées verticalement peuvent encore se rencontrer au début de l'âge du bronze (vers 2300 av. J.-C. en Europe).
La couche 3 montre un fond de cabane. Elle diffère des fonds de cabanes sénonais en ce que la poterie associée est assez grossière ; les éclats de silex y sont aussi nombreux que dans les vestiges de la hutte des Grands Plâchis,.
La couche 2 a livré une bonne représentation de poterie noire ou brune foncé, lustrée, avec ou sans décor. ce type de poterie se retrouve dans les autres grottes de la vallée de la Cure et dans certaines grottes de la vallée de l'Yonne (grotte du Cachot, couche 2 de la grotte de la Roche au Loup à Merry-sur-Yonne).
Certaines poteries montrent des décors incisés en arêtes de poisson, en dents de scie et en zigzags, que Sandars (en) cite comme l'équivalent du riche travail d'incisions sur bronze du début du Bronze final III.

Grotte de Nermont — Poterie fine à glaçure noire décorée
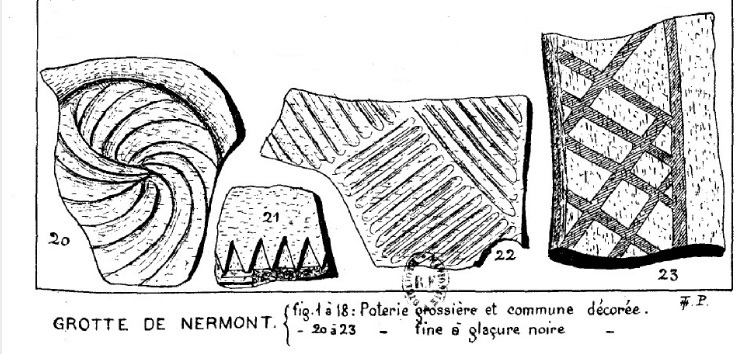
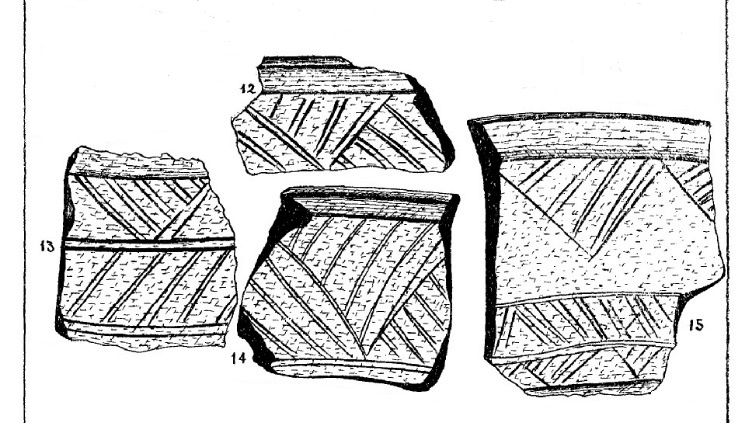
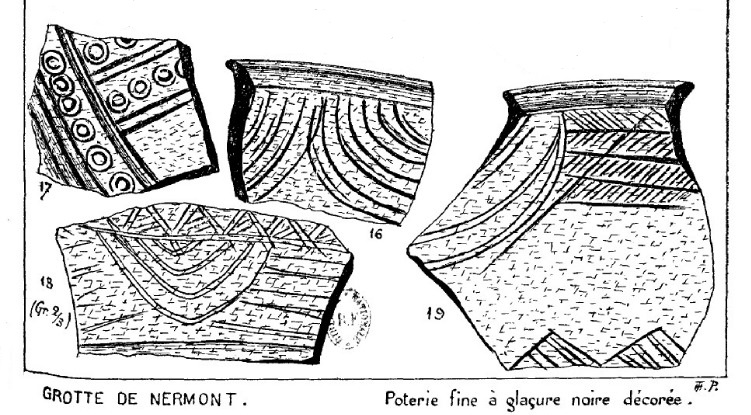

Elle contenait aussi de la poterie du type « culture du Rhône », des bols bicôniques portant des rills, (les poteries à rills y sont cependant très peu nombreuses) ; et, comme dans le camp de Cora, des poteries de type Chambertrand,. Des morceaux de grands pots montrent des décorations faites de cordons simples ou marqués à la main.
Les poteries du Hallstatt final (fin du VIe siècle av. J.-C.) semblent toutes se rapporter à la culture vixienne (comme pour Villeneuve-la-Guyard et la Roche aux Loups).
La grotte de Nermont a aussi livré, datant du Bronze final II, une assiette en terre décorée de fines incisions faites après séchage.
Dans la collection Parat de la grotte de Nermont au musée de l'école Saint-Jacques de Joigny, se trouve une molette servant à décorer les objets en céramique. L'abbé Parat avait aussi collecté de la grotte de Nermont un vase à long appendice, considéré comme une lampe (une poterie identique a peut-être été retrouvée dans la sépulture des Plâchis à Villevallier), avec des bords ondulés ; ce type de poterie, notamment les bords ondulés, est celui de l'âge du bronze des cultures lacustres d'Europe.
Selon Alain Gallay, « le faciès salinois est ici superposé à un niveau à influences danubiennes. Le faciès salinois, très proche du Cortaillod, représente un groupe mésolithique indigène néolithisé par des influences venant du midi de la France et du nord-est (influence de la culture de Rössen dans l'industrie lithique) »,,
Un vase du Chasséen au col éversé, une rareté pour cette période.
Un vase bicônique du Bronze final III,, décoré de larges cannelures obliques qui ne dépassent presque pas la carène et associées à des cannelures horizontales et des stries lissées. Un vase similaire se trouve dans l'incinération 3 du site des Milosiottes à Noyers-sur-Serein (Yonne). La forme rappelle celles de céramiques plus anciennes à Dompierre-sur-Besbre (Allier) ; l'obliquité de cannelures descendantes est à rapprocher de décors sur céramique du bronze final I-IIa des Alpes et du bronze final IIa du Languedoc oriental.

Grotte de Nermont — Pots et cuillère en terre cuite du Néolithique
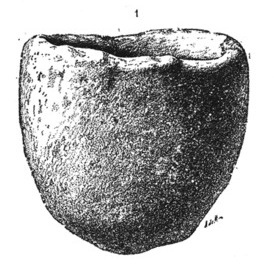
Néolithique - Vase
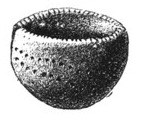
Néolithique - Vase
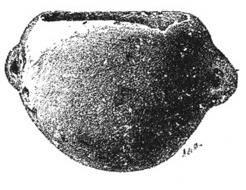
Néolithique - Vase
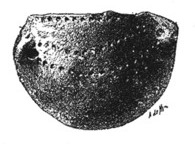
Néolithique - Vase
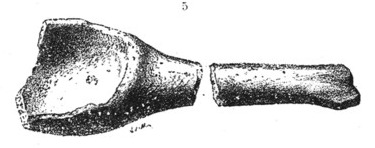
Néolithique - Cuiller

Poteries de : Nermont, Trilobite (Arcy), les Fées (Arcy), la Roche Moricard (Saint-Moré), la Roche au Loup (Merry-sur-Yonne), Mailly-la-Ville, la Roche au Larron (Voutenay)
Série I — no 1 : vase en calotte, grotte de Nermont, Saint-Moré (coll. Parat) •  no 2 : vase en calotte, grotte de Nermont, Saint-Moré (coll. Parat) • no 3 : vase, grotte de Nermont, Saint-Moré (musée d'Auxerre) • no 4 et 5 : vases, grotte de Nermont, Saint-Moré (coll. Guignepied à Saint-Moré) • no 6 : vase de la grotte du Trilobite à Arcy (coll. Parat) • no 7 : vase, grotte de Nermont, Saint-Moré (coll. Maison à Châtel-Censoir) • no 8 : vase cônique, grotte de la Roche Moricard, Saint-Moré. Série II — • no 1 et 2 : vases en cône tronqué, grotte de la Roche au Larron, Voutenay ; poterie noire lustrée (coll. Charlot à Voutenay)[46] • no 3 : vase, la Roche au Loup, Merry-sur-Yonne • no 4 : vase à côte, poterie lustrée noire, grotte de Nermont (anc. coll. Ficatier) • no 5 : vase en tulipe en poterie lustrée noire, grotte des Fées, Arcy (coll. Parat) • no 6 : vase (détruit déjà en 1909) en poterie ordinaire, légère, avec des séries de traits ; sépulture par inhumation à Mailly-la-Ville • no 7 : vase lustré noir, grotte de la Roche au Larron (coll. Charlot)[47].

### Outils/armes
Nermont a livré une hache-pendeloque, que Bailloud appelle « hache-amulette ».

### Parures chasséennes
C'est la seule grotte du bassin parisien à avoir livré de rares éléments de parure en coquillages marins datant du Chasséen (Néolithique moyen) : une valve d'Unio (espèce de moule d'eau douce) percée et un Cerithium fossile perforé près de l'ouverture. 

Côté parures elle a aussi livré, de la même époque, des disques (en  pierre ?) percés, ainsi que des métapodes de lièvre, des défenses de sanglier, des galets percés par l'homme et des perles globuleuses en bois de cervidé et en os.

## Protection de l'environnement
Les grottes de Saint-Moré et leurs environs sont inclus dans deux zones naturelles d'intérêt écologique, faunistique et floristique (ZNIEFF) :
- la ZNIEFF continentale de type 1 des « Falaises d'Arcy-sur-Cure et de Saint-Moré  »[51], soit 581,2 hectares, concerne Arcy-sur-Cure et Saint-Moré et vise, comme le nom l'indique, les falaises – depuis l'entrée de la Cure sur la commune de Saint-Moré jusqu'au village d'Arcy-sur-Cure ;
- La ZNIEFF continentale de type 2 de la « Vallée de la Cure du réservoir du Crescent à Vermenton »[52] concerne 25 communes dont Saint-Moré et vise 12 888,86 hectares le long de cette vallée - dont les falaises de Saint-Moré.

Tout le massif de la Côte de Char est inclus dans la zone spéciale de conservation (ZSC) des « Pelouses et forêts calcicoles des coteaux de la Cure et de l'Yonne en amont de Vincelles », un site d'intérêt communautaire (SIC) Natura 2000 selon la directive Habitat, de 1 565 hectares qui concerne 14 communes dont Saint-Moré. Cinq espèces de la liste II y sont présentes : le cuivré des marais (Lycaena dispar, un papillon), et quatre espèces de chauve-souris : le petit rhinolophe (Rhinolophus hipposideros), le grand rhinolophe (Rhinolophus ferrumequinum), le murin à oreilles échancrées (Myotis emarginatus) et le grand murin (Myotis myotis).
La friche communale dite « la Côte rocheuse de Saint-Moré » est listée comme site naturel classé sous le régime de la loi du 21 avril 1906 et reconnu par la loi du 2 mai 1930 (loi codifiée aux art. L. 341-1 et s. du code de l'environnement),.